# (58607) Wenzel
(58607) Wenzel ist ein Asteroid des inneren Hauptgürtels, der am 19. Oktober 1997 von dem tschechischen Astronomenehepaar Jana Tichá und Miloš Tichý am Kleť-Observatorium (IAU-Code 046) bei Český Krumlov entdeckt wurde.
Der Asteroid befindet sich in einer 7:2-Bahnresonanz mit dem Planeten Jupiter, das heißt, dass bei zwei Umkreisungen der Sonne von Jupiter der Asteroid die Sonne siebenmal umkreist.
(58607) Wenzel wurde am 7. April 2005 nach dem deutschen Astronomen Wolfgang Wenzel (1929–2021) benannt.